# Costa de Invierno

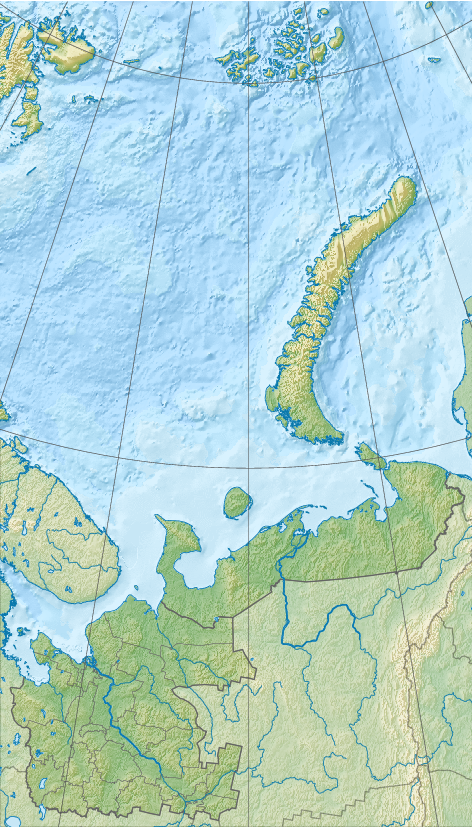
Mapa del óblast de Arcángel y del OA de Nenetsia

La costa de Invierno (Зимний Берег en ruso, transl.: Zimniy Bereg) es un área costera localizado al noroeste de Rusia y abarca el óblast de Arcángel y el okrug Autónomo de Nenetsia. Se encuentra ubicada en el margen oriental de la bahía de Dvina, en el mar Blanco entre el río Dvina y el cabo Voronov en contraposición a la costa de Verano. La zona fue poblada a partir del siglo XIII por los Pomory, los cuales dan el nombre al área al hecho de que solían pescar en los meses de invierno hasta los años 90. 
Administrativamente, el litoral está compartido por los distritos de Primorskiy y Mezenskiy (ambos en Arcángel).
Sus principales ríos son el Lodma y el Zolotitsa.
A lo largo del litoral se encuentran las siguientes localidades: Podborka, Lapominka, Patrakeyevka, Kad, Koyda, Kuya, Kozly, Veprevsky, Nizhnyaya Zolotitsa, Tova, Intsy, Ruchyi, Megra, Mayda y Voronovsky; sin embargo no hay conexión entre ellas por carretera, por lo que la única manera de llegar hasta ellas es por mar y por aire.
La parte norte, al igual que dos de las localidades mencionadas arriba: Ruchyi y Koyda, está incluida dentro de la zona de seguridad fronteriza por parte de la FSB, por lo que se necesita un permiso de las autoridades para poder visitar el área.